# Federação Francesa de Esqui
A Federação francesa de esqui (em francês:  Fédération française de ski (FFS)) é uma associação fundada a 15  de Outubro de 1924, consagrada à  prática e ao desenvolvimento do esqui na França e que reagrupa todos os clubes de esqui e é responsável pela organização das competições no seu território.
A FFS tem como principais objectivos, além do desenvolver e fazer conhecer esse desporto, o de estabelecer as regras das competições e faze-las respeita e favorisar a criação de desportos relacionados com o esqui.